# Sabuncular Deresi
Der Sabuncular Deresi ist ein Zufluss des Schwarzen Meeres im Nordosten der Türkei.
Der Sabuncular Deresi entspringt im Ostpontischen Gebirge.
Der Fluss strömt in überwiegend nördlicher Richtung durch das Bergland des Landkreises Çayeli der Provinz Rize.  
Der Sabuncular Deresi mündet schließlich am westlichen Stadtrand der Küstenstadt Çayeli ins Schwarze Meer.
Der Sabuncular Deresi hat eine Länge von 46 km. 